# دهن لق
دهن لق (انگلیسی: Big Mouth; کره‌ای: 빅마우스; لاتین‌نویسی اصلاح‌شده: Bingmauseu) یک مجموعهٔ تلویزیونی کره جنوبی با بازی لی جونگ سوک، یونا و کیم جو هون است. این مجموعه از ۲۹ ژوئیه ۲۰۲۲، روزهای جمعه و شنبه ساعت ۲۱:۵۰ (کی‌اس‌تی) از ام‌بی‌سی برای ۱۶ قسمت پخش شد. این مجموعه همچنین برای استریم در دیزنی پلاس در مناطق منتخب در دسترس است.

## خلاصه داستان
این مجموعه داستان یک وکیل با عملکرد ضعیف را روایت می‌کند که درگیر یک پروندهٔ قتل می‌شود. او برای بقا و محافظت از خانواده اش، به توطئهٔ بزرگی از طبقات بالای اجتماع دست پیدا می‌کند.

## بازیگران

### اصلی
- لی جونگ سوک در نقش پارک چانگ هو: یک وکیل درجه سه با نرخ موفقیت ده درصد در پرونده‌هایش که بیشتر از اینکه اهل عمل کردن باشد، تمایل به حرف زدن دارد، و به همین دلیل بین آشنایان حقوقی خود به «دهن لق» (Big Mouth)[الف] معروف است. زندگی او وقتی که با یک کلاهبردار نابغه به اسم «موش بزرگ» (Big Mouse)[الف] اشتباه گرفته می‌شود، ناگهان به خطر می‌افتد.[۱۴]
- یونا در نقش گو می هو: همسر حامی چانگ هو که یک پرستار است و شخصیتی برجسته و زیبایی چشمگیر دارد.[۵][۱۵]
- کیم جو هون در نقش چوی دو ها: شهردار جاه‌طلب گوچون.[۱۶][۱۷]

## تولید
گزارش شده‌ که فیلمبرداری این مجموعه در نیمهٔ دوم سال ۲۰۲۱ شروع شده؛ بوده است.